# Zemaljski babin zub
Zemaljski babin zub (žuti babin zub, obični dvolistak; lat. Tribulus terrestris) je jednogodišnja biljka, umjerneno toplih i suptropskih područja iz porodice dvoliskovica (Zygophyllaceae) i rasprostranjena je u suhim predjelima južne Europe (Uključujući Hrvatsku), Azije i Afrike; u Ameriku je uvezena.
U Hrvatskoj raste na cijelom primorju kao korov na obrađivanim površinama vinograda, kukuruzišta, krumpirišta i vrtova.
Nasuprotni listovi parno su perasti, cvijet ima 5 žutih latica vjenčića, a plod je trnoviti kalavac, koji se u nekim zemljama koristi u narodnoj medicini.

## Galerija
- T. terrestris
- T. terrestris
- T. terrestris

## Vanjske poveznice
|  | Zajednički poslužitelj ima još gradiva o temi Tribulus terrestris |
|  | Wikivrste imaju podatke o taksonu Tribulus terrestris             |